# Pedro de Rojas (Filipinas)
Pedro de Rojas fue un licenciado español (abogado) y funcionario colonial en Filipinas y Nueva España. Durante 40 días en 1593 se desempeñó como gobernador interino de Filipinas.
Primero había servido en Filipinas como miembro de la Real Audiencia de Manila, comenzando en 1584. En 1590 fue nombrado teniente asesor de la colonia, un cargo importante.

## Expedición a las Molucas
En 1593, el gobernador Gómez Pérez Dasmariñas dirigió una expedición española desde Manila para capturar el fuerte en Terrenate, en las Molucas. Gómez Pérez dejó los asuntos militares de Manila y el resto de Filipinas a cargo de Diego Ronquillo, y los asuntos civiles a cargo de Pedro de Rojas, quien era entonces teniente asesor.
El segundo día después de que el gobernador zarpó de Manila, la flota llegó a la isla de Caca, a 24 leguas de la capital y justo frente a la costa de Luzón. Allí, los remeros chinos de la galera que era el buque insignia del gobernador se apoderaron del barco y mataron a la mayoría de la tripulación y los pasajeros, incluido el gobernador Pérez Dasmariñas. Luego navegaron el barco lejos de Filipinas, con la esperanza de llegar a China.

## Elección de un nuevo gobernador
El gobernador Pérez das Mariñas había traído con él a Filipinas una orden real que lo ordenaba a elegir un sucesor temporal para servir en caso de su muerte. Le había mostrado esta orden a varios españoles prominentes en la colonia, lo que implicaba que era el sucesor designado. En particular, tanto el hijo del gobernador Luis Pérez das Mariñas como el conquistador Capitán Estevan Rodríguez de Figueroa esperaban el nombramiento. Ambos hombres habían estado en la expedición a las Molucas con el gobernador. Ambos se apresuraron a regresar a Manila para tomar el mando de la colonia.
Mientras tanto, la noticia de la incautación de la galera había llegado a Manila. Los ciudadanos y soldados que se habían quedado allí se reunieron en la casa del Licenciado Pedro de Rojas para discutir qué hacer. Primero eligieron al gobernador de Rojas y al capitán general. Luego enviaron dos fragatas en busca de la galera, pero no pudieron encontrarla. Rojas también envió un mensaje a Luis Pérez en Pintados, informándole de la elección de Rojas y ordenándole que regresara de inmediato a Manila, ya que la ciudad había quedado casi indefensa.
Rojas también comenzó una búsqueda en los documentos del gobernador anterior para encontrar el documento que nombra a su sucesor. Los documentos habían sido depositados en el monasterio agustino de Manila, pero el anterior, que no confiaba en Rojas, había eliminado en secreto el documento.
Unos 40 días después de la elección de Rojas, Luis Pérez y Estevan Rodríguez llegaron juntos al puerto, con muchos hombres. No desembarcaron, y Pérez ordenó otra búsqueda del documento perdido. Esto se encontró ahora, y nombró a Pérez como el sucesor de su padre. Los magistrados de la ciudad luego retiraron el reconocimiento de Rojas y entregaron el gobierno a Pérez. Esto fue secundado por los soldados de Pérez y por la flota. Rojas dejó el cargo, gobernando durante 40 días.
Rojas fue pronto reemplazado como teniente asesor, por Antonio de Morga, quien había sido enviado desde España. Rojas fue ascendido al cargo de alcalde en la Ciudad de México.